# Centraal-Sumba
Centraal-Sumba (Indonesisch: Sumba Tengah) is een regentschap (kabupaten) op het eiland Sumba, in de Indonesische provincie Oost-Nusa Tenggara. Het regentschap is in 2007 afgesplitst van het regentschap West-Sumba. Het regentschap heeft een oppervlakte van 1869 km² en heeft 57.964 inwoners (2005). De hoofdstad van Centraal-Sumba is Waibakul.
Het regentschap grenst in het noorden aan de Straat Sumba, in het oosten aan de onderdistricten Hahar en Lewa (regentschap Oost-Sumba), in het zuiden aan de Indische Oceaan en in het westen aan de onderdistricten Wanokaka, Loli en Tana Righu (regentschap West-Sumba).
Centraal-Sumba is onderverdeeld in vier onderdistricten (kecamatan):
- Katikutana
- Mamboro
- Umbu Ratu Nggay
- Umbu Ratu Nggay Barat

Stadsgemeente: Kupang

Regentschappen: Alor · Belu · Centraal-Sumba · Ende · Kupang · Lomblen  · Malaka · Manggarai · Ngada · Noord-Centraal Timor · Oost-Flores · Oost-Sumba · Rote Ndao · Sabu Raijua · Sikka · West-Manggarai · West-Sumba · Zuid-Centraal Timor · Zuidwest-Sumba